# Čertova zeď
Národní přírodní památka Čertova zeď se nachází na katastrálních územích Kotel a Smržov, asi 4 km západně od města Českého Dubu v okrese Liberec ve stejnojmenném kraji. Chráněné území je ve správě AOPK ČR – regionálního pracoviště Liberecko. Jedná se o pozůstatky skalní zdi tvořené třetihorní čedičovou žílou vypreparovanou z okolních druhohorních pískovců. Původně byla zeď mnohem delší, ale jelikož se většina čediče vytěžila, dochoval se dodnes jen zlomek původní zdi.

## Předmět ochrany

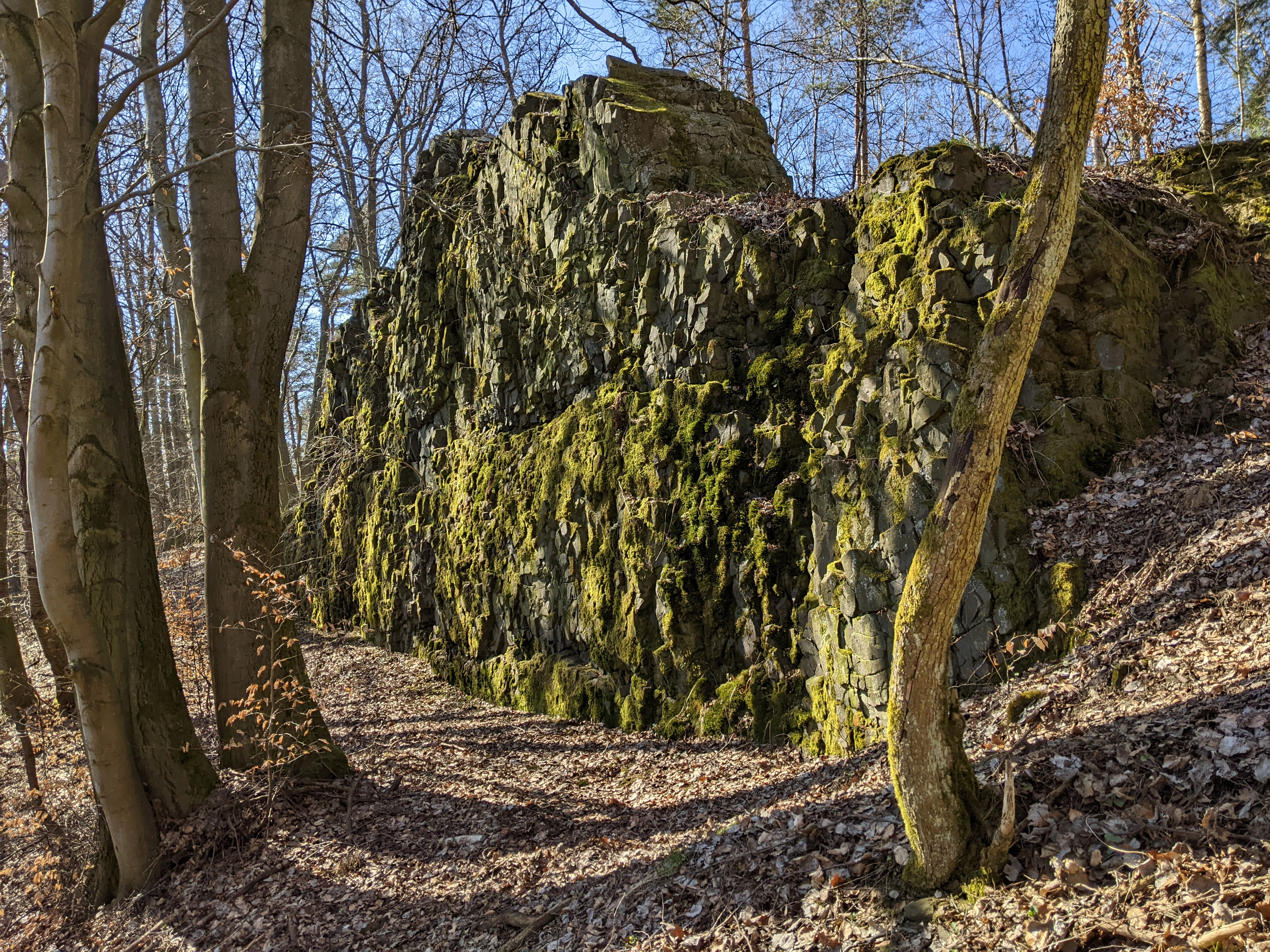
Čertův stolec – část čedičové zdi vystupující na povrch

Čertova zeď (též Velká Čertova zeď, německy Taufelsmauer), spočívající na výrazném strukturním hřbetu směru SV–JZ s maximální výškou 494 m n. m., vznikla v období třetihor pronikem čedičové hmoty (olivinický nefelinit) do pukliny v druhohorních křemenných a jílovitých pískovcích. Eroze působící na měkký pískovec časem obnažila ztuhlý čedič. Vznikl tak přírodní val o síle asi 2–4 metry, tvořený víceméně horizontálními mnohostěnnými hranoly střídanými s deskovou odlučností.
Odborně se tento útvar nazývá dajka, Čertova zeď je jeho nejlepším a nejznámějším příkladem na území Česka.
Podle jistých zdrojů se původní Čertova zeď táhla přes 20 km od Mazovy horky u Světlé pod Ještědem až k Bezdězu. Při pohledu do map, potažmo při osobním seznámení se s místní krajinou, je to ale zjevně jen tradovaná legenda bez opory v realitě. Směr zdi sice souhlasí, ale pozůstatky v podobě výrazných hřebínků či terénních zářezů po odtěžení zdi jsou sledovatelné pouze v délce zhruba 12 km od Kotelského vrchu (498 m) přes vlastní Čertovu zeď, Červený vrch (486 m), Dolánky, Brdy, Čertovu stěnu (378 m), až po Hřebínek (408 m) nad zaniklou vsí Olšina. Ani tato kratší zeď netvoří souvislou hradbu vzhledem k několikerému přetnutí říčními údolími (Zábrdka a její přítoky).
Dnes je předmětem ochrany ve vyznačené části Čertovy zdi nejvýznamnější pozůstatek zdi, masivní blok zvaný Čertův stolec (délka 12 m, výška až 6 m) ležící 350 m jihozápadně od vrcholu hřbetu, i oboustranné svahy a rýhy po vytěženém čediči. Patří sem i o dalších 350 m jihozápadním směrem vzdálený balvan Čertova hlava, spočívající na čedičové žíle. O 100 m dál na jihozápad bývala ve zdi prokopána Čertova brána, jelikož zeď tvořila výraznou terénní překážku na cestě ze Smržova do Zábrdí.
Ze souvislého porostu převládají borové porosty, místy buk, v dolních částech svahů (místy s pískovcovými balvanovými sutěmi) smrkové porosty, často s hojnou příměsí břízy, habru, jeřábu. Místy je hojný keřový podrost, na skalních výchozech roste teplomilná květena.

## Historie ochrany

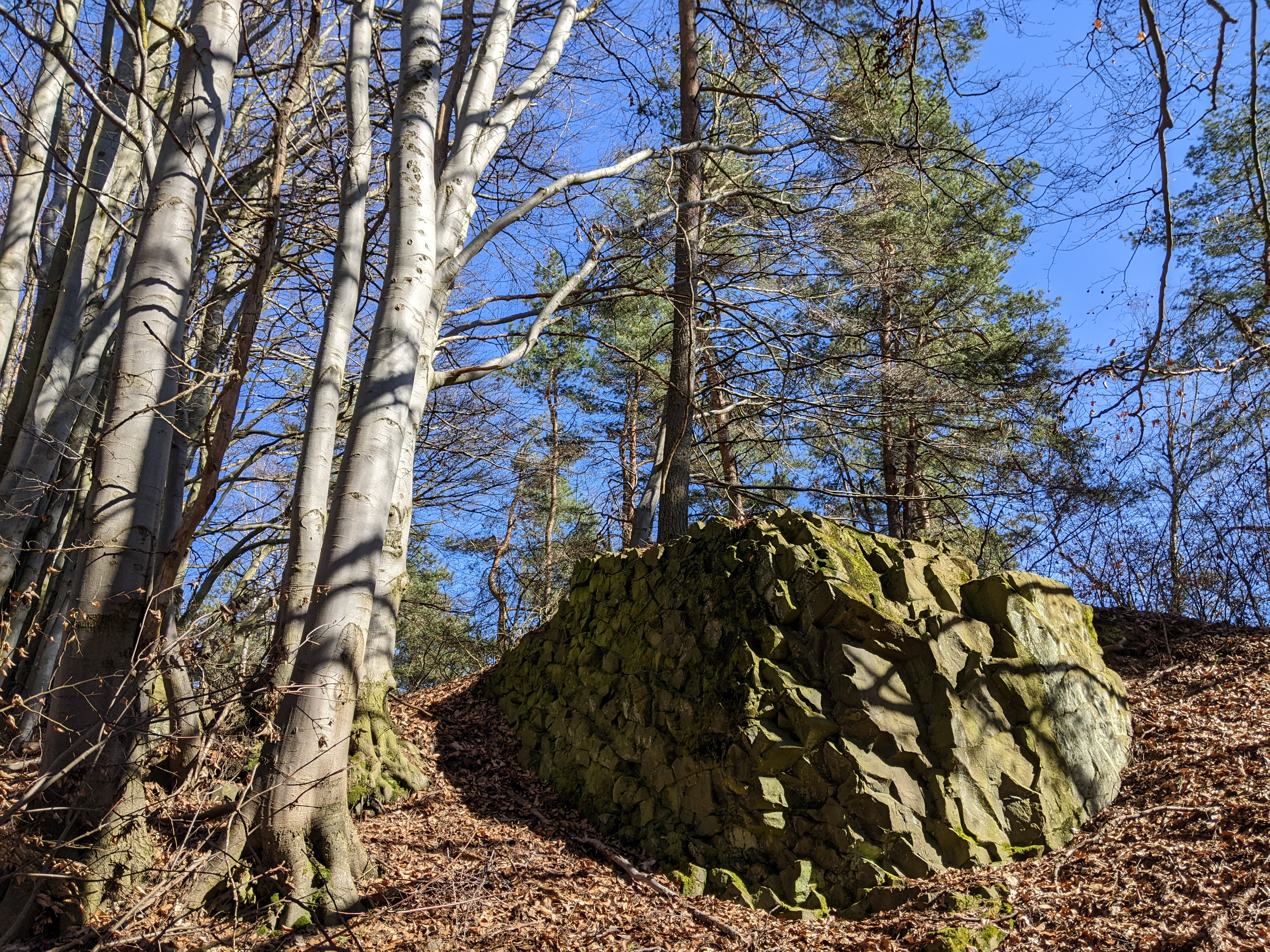
Pozůstatek zdi nedaleko Čertova stolce

Tvrdý čedič se snadno lámal, byl tedy vhodný jako materiál pro stavbu silnic. Těžba začala v 19. století a většina zdi byla v minulosti vytěžena, zůstala po ní pouze rýha. Na záchraně zbytků památky má podíl Otakar Fendrych, řídící učitel ve Všelibicích, který se zabýval geologickým studiem v okolí Českého Dubu, ten započal snahu o zachování zdi v roce 1916. V roce 1922, poté, co zpráva vědců z Geological Survey upozornila, že je Čertova zeď zmiňována v anglické, francouzské, německé i japonské odborné literatuře, převzal ochranu nad Čertovou zdí stát. V roce 1929 poskytl stát prostřednictvím Ministerstva školství a národní osvěty finance k vykoupení pozemků od soukromých vlastníků.
NPP byla vyhlášena v roce 1948 a dále rozšířena v roce 1964 k ochraně skalní zdi tvořené třetihorní čedičovou žílou vypreparovanou z okolních druhohorních pískovců. Největší část zůstala zachována mezi vesnicemi Kotel a Smržov.

## Pověsti o vzniku útvaru
Václav Hájek z Libočan v Kronice české uvádí, že zeď zbudoval v roce 798 přemyslovský kníže Mnata na ochranu zdejšího kraje před nepřáteli.
K Čertově zdi se pojí i pověst o sázce sedláka ze Zábrdí o duši s čertem, že ten totiž nedokáže postavit přes noc do kuropění zeď od Ještědu po Bezděz. Když už bylo téměř jisté, že na smrt vyděšený sedlák prohraje, hodinu před kuropěním sám zakokrhal, a vzbudil tak všechny blízké kohouty, kteří se k němu přidali.
V jiných verzích pověsti se cizinec, který přijel na koni, vsadil s nejrychlejším ze tří čertů. Pokud by cizinec vyhrál, čerti opustí Ještěd. Pokud vyhrají čerti, cizinec přijde o duši. Pokud čert stavící zeď dohoní cizince jezdícího na koni, ještě před prvním zakokrháním kohouta, cizinec prohrál. Ráno již začal čert cizince dohánět jenže těsně před jezdcem začal čert vychloubačně řvát. To probudilo kohouta který ihned zakokrhal. Poslední balvan který držel se nápadně podobal hlavě pekelníka. Čert pytel se zbylým kamením odhodil u vsi Světlé. Tím prý vznikl vrch Horka

## Přístup
Čertova zeď leží jižně od silnice II/278 (Osečná – Český Dub), ze které je nejrychlejší přístup od rozcestí Pod Čertovou zdí. Tímto rozcestím prochází žlutá turistická stezka Osečná – Český Dub, důležitější je však modrá stezka Kotel – Hrubý Lesnov, která vede přes samotnou Čertovu zeď.

## Systém žil
Velká Čertova zeď je součástí až 5 km širokého pásma tvořeného více než dvaceti zhruba souběžnými žilami, z nichž je známá ještě např. Malá Čertova zeď u Smržova. Severozápadní ohraničení tohoto žilného pásma tvoří významný tektonický prvek, tzv. Lužická porucha, oddělující od sebe sedimentární pokryv svrchnokřídové pánve a metamorfované útvary Ještědského hřbetu, v nichž tyto žíly chybí. Stáří žilných intruzí bylo určeno na cca 55 až 80 milionů let, tzn. na období paleocénu a pozdní svrchní křídy.

## Geomorfologické zařazení
Čertova zeď geomorfologicky náleží do celku Ralská pahorkatina, podcelku Zákupská pahorkatina, okrsku Kotelská vrchovina a podokrsku Všelibická vrchovina.